# Gymnastikos Syllogos Amarousiou
Il G.S. Amarousiou è una società cestistica avente sede ad Amarousio, comune della prefettura di Atene, in Grecia. Fondata nel 1950, gioca nel campionato greco.
Disputa le partite interne nella Maroussi Indoor Hall, che ha una capacità di 2.000 spettatori.

## Palmarès
- Coppa Saporta: 1

2000-01

## Roster 2009-2010[2]
|    | Naz.                   | Ruolo | Sportivo               |  | Alt. |  |  |
| -- | ---------------------- | ----- | ---------------------- |  | ---- |  |  |
| 4  | Serbia (bandiera)      | P     | Igor Milošević         |  | 193  |  |  |
| 5  | Stati Uniti (bandiera) | P     | Billy Keys             |  | 188  |  |  |
| 7  | Grecia (bandiera)      | AP    | Michalīs Pelekanos     |  | 198  |  |  |
| 8  | Grecia (bandiera)      | G     | Marios Mpatīs          |  | 191  |  |  |
| 9  | Stati Uniti (bandiera) | AG    | Jared Homan            |  | 208  |  |  |
| 10 | Grecia (bandiera)      | G     | Giōrgos Diamantopoulos |  | 196  |  |  |
| 11 | Grecia (bandiera)      | C     | Dīmītrīs Mauroeidīs    |  | 208  |  |  |
| 12 | Grecia (bandiera)      | AP    | Pat Calathes           |  | 208  |  |  |
| 13 | Germania (bandiera)    | C     | Stephen Arigbabu       |  | 208  |  |  |
| 14 | Canada (bandiera)      | AG    | Levon Kendall          |  | 209  |  |  |
| 15 | Grecia (bandiera)      | AP    | Kōstas Kaimakoglou     |  | 206  |  |  |
| 16 | Grecia (bandiera)      | P     | Fanīs Koumpouras       |  | 187  |  |  |
| 20 | Grecia (bandiera)      | P     | Christos Lakkas        |  | 188  |  |  |
| 22 | Stati Uniti (bandiera) | C     | Jamon Gordon           |  | 206  |  |  |
| -  | Serbia (bandiera)      | AG    | Stevan Nađfeji         |  | 204  |  |  |
|    | Grecia (bandiera)      | All.  | Giōrgos Mpartzōkas     |  |      |  |  |

## Palmarès
- A2 Elite League: 1

2022-2023